# Farní sbor Českobratrské církve evangelické v Hořovicích
Farní sbor Českobratrské církve evangelické v Hořovicích, seniorátu pražského, byl jedním z jeho mimopražských sborů. Sbor byl v posledních letech administrován Samuelem Hejzlarem. Laickým představitelem sboru byla kurátorka Šárka Schmarczová. Sbor nespravoval žádné kazatelské stanice, konal služby Boží pouze v sídle sboru každou neděli v 9:30. Roku 2013 vykazoval sbor 71 členů. Zanikl k 31. 12. 2015. Od 1. 1. 2016 je sbor kazatelskou stanicí sboru v Dobříši.

## Historie
Sbor patřil k nejmladším sborům Českobratrské církve evangelické – založen byl teprve roku 1949.